# Джуліо Карло Арган
Джуліо Карло Арган (італ. Giulio Carlo Argan; 17 травня 1909, Турин — 12 листопада 1992, Рим) — італійський політик, член Національної фашистської партії в роки Муссоліні. У повоєнний період — член Комуністичної партії Італії. Редактор журналу Le Arti і письменник.

## Життєпис
Народився в місті Турин.
Навчався в Туринському університеті, цікавився архітектурою. Написав дисертацію за темою «Теорія архітектури Себастьяно Серліо» і здобув докторський ступінь у 21-річному віці. 1928 року став членом Національної фашистської партії Італії.
З 1933 року працював помічником Паоло Теска (Paolo Toesca) в роботі зі старожитностями по регіону Турина. Разом із Чезаре Бранді у Римі сприяв заснуванню Центрального інституту реставрації. В Римі працював редактором журналу Le Arti.
Адміністративній кар'єрі Джуліо Карло Аргана посприяв Чезаре Марія Де Веккі (1884—1959), колишній адвокат у Турині, аристократ (граф) і приятель Аргана, член фашистської партії і міністр освіти в уряді Беніто Муссоліні.
1958 року його ввели у Вищу нараду з питань старожитностей та образотворчих мистецтв, де він працював до 1974 року, року перетворення наради на міністерство.
В період 1976—1979 років був обраний мером міста Рим від Комуністичної партії. Виступав за захист римських старожитностей. Активно боровся за призупинення будівництва сучасних споруд готелю на віа Пікколоміні, де була одна з найкращих панорам італійської столиці. Серед пропозицій мера — заснування культурного заходу «Римське літо», що стало традиційним.
1979 року подав у відставку, мотивуючи це проблемами із власним здоров'ям.

## Письменницька діяльність
У період 1936-1937 років створив два невеликих твори з історії середньовічної архітектури. У 1937-1938 роках — підручник з історії мистецтв для вищих навчальних закладів. 1939 року відвідав Сполучені Штати.
До інтересів Аргана додались проблеми сучасного на той час мистецтва. Так, він виступав як захисник абстракціонізму і тодішньої архітектури. З друку виходять нові книги Аргана — «Генрі Мур» (1948), «Вальтер Гроппіус і Баухаус» (1951), «Скульптура Пікассо» (1953), «П'єр Луїджі Нерві» (1955).
Анган не обмежується сучасністю і поринає також у дослідження старовинного мистецтва. З друку виходять його монографії — «Брунеллескі» (1955), «Фра Анжеліко» того ж року, «Сандро Боттічеллі» (1957). Він звернувся до вивчення проблем італійського бароко — «Франческо Борроміні» (1952), «Архітектура бароко у Італії» (1957).
1968 року Арган оприлюднив твір «Історія італійського мистецтва», котра витримала декілька перевидань. Згодом була надрукована книга «Новітнє мистецтво», що вистлювала період від 1770 до 1970 рр. 1969 року він став засновником журналу «Історія мистецтв» (Storia dell'arte).
1990 року він оприлюднив книгу «Мікеланджело архітектор», створену разом із Бруно Контарді і котра стала його останнім твором.

## Викладацька діяльність
1955 року він отримав посаду викладача в Університеті Палермо. З 1959 року почав викладати у Римі історію сучасного мистецтва.

## Родина
Ще 1939 року узяв шлюб із Анною Марією Маццукеллі.

## Друковані твори (італійською)
- Studi e note (1955)
- Salvezza e caduta nell'arte moderna (1964)
- Progetto e destino (1965)
- Storia dell'arte italiana (1968)
- Storia dell'arte come storia della città (1983)
- Da Hogarth a Picasso (1983)
- Forma Naturae (Archetipi & C.) for Antonio Papasso (1983)
- Classico Anticlassico (1984)
- Immagine e persuasione (1986)
- Progetto e oggetto (2003)